# Linea Keiō Sagamihara

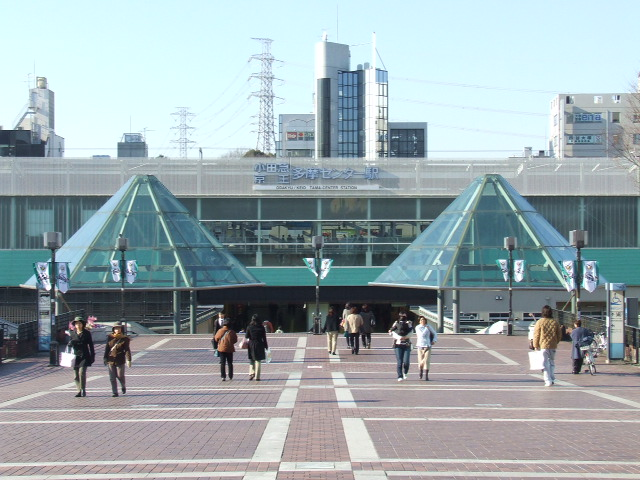
La stazione di Tama-Center

La linea Keiō Sagamihara (京王相模原線?, Keiō-Sagamihara-sen) è una linea ferroviaria suburbana giapponese a scartamento ridotto di 22,6 km posseduta e gestita dalla Keiō Corporation. Collega la Chōfu, nella città omonima della prefettura di Tokyo con la stazione di Hashimoto, ad Hashimoto, nella prefettura di Kanagawa. Da Chōfu alcuni treni possono continuare sulla linea Keiō fino a Shinjuku, essendo le due ferrovie collegate.

## Storia
La linea aprì inizialmente il 1º giugno 1916 con un tratto a binario singolo da Chōfu a Tamagawahara. Il 1º aprile 1924 venne inaugurato il raddoppio della linea, e il 1º maggio 1937 la stazione di Tamagawahara divenne Keiō-Tamagawa. Seguirono i lavori di elettrificazione, che vennero completati il 4 agosto 1963. Seguirono diverse estensioni: nel 1971 fino a Keiō-Yomiuri-Land, nel 1974 fino a Keiō-Tama-Center, Minami-Ōsawa nel 1988 e infine Hashimoto nel 1990. Fra il 1992 e il 2001 era disponibile un servizio di espresso limitato, in seguito abolito, che fermava a Chōfu, Keiō-Tama-Center e Hashimoto. In seguito alle richieste della prefettura di Kanagawa, a partire dal marzo 2013 il servizio verrà ripristinato, effettuando, tuttavia, le stesse fermate dell'espresso sulla linea.

## Stazioni
Il servizio locale ferma a tutte le stazioni. Gli altri servizi sono così indicati:
- Rapido (快速 kaisoku?): (indicato con R)
- Semiespresso (区間急行 Kukan kyūkō?): (indicato con SE)
- Espresso (急行 kyūkō?): (indicato con E)
- Semiespresso Speciale (準特急 juntokkyū?): (indicato con SES)
- Espresso speciale (特急 tokkyū?) (indicato con ES)
- Keio Liner (京王ライナー Keiō rainā?) (indicato con KL)
- ● indica che il treno ferma
- ◇ indica che il treno si ferma solo durante gli eventi speciali

| Numero | Stazione          | Giapponese         | Distanza   | Distanza | Distanza    | R | SE | E  | SES | ES | KL | Collegamenti                                                               | Posizione            | Posizione |
| Numero | Stazione          | Giapponese         | Interstaz. | Totale   | Totale      |   |    |    |     |    |    | Collegamenti                                                               | Posizione            | Posizione |
| Numero | Stazione          | Giapponese         | Interstaz. | Da Chōfu | Da Shinjuku |   |    |    |     |    |    | Collegamenti                                                               | Posizione            | Posizione |
| ------ | ----------------- | ------------------ | ---------- | -------- | ----------- | - | -- | -- | --- | -- | -- | -------------------------------------------------------------------------- | -------------------- | --------- |
|        | Chōfu             | 調布               | -          | 0.0      | 15.5        | ● | ●  | ●  | ●   | ●  | ｜ | Linea Keiō (alcuni treni da/per Shinjuku)                                  | Chōfu                | Tokyo     |
|        | Keiō-Tamagawa     | 京王多摩川         | 1.2        | 1.2      | 16.7        | ● | ●  | ◇  | ◇   | ◇  | ｜ |                                                                            | Chōfu                | Tokyo     |
|        | Keiō-Inadazutsumi | 京王稲田堤         | 1.3        | 2.5      | 18.0        | ● | ●  | ●  | ●   | ●  | ｜ | Linea Nambu (Inadazutsumi)                                                 | Tama-ku Kawasaki     | Kanagawa  |
|        | Keiō-Yomiuri-Land | 京王よみうりランド | 1.4        | 3.9      | 19.4        | ● | ●  | ◇  | ◇   | ◇  | ｜ |                                                                            | Inagi                | Tokyo     |
|        | Inagi             | 稲城               | 1.6        | 5.5      | 21.0        | ● | ●  | ｜ | ｜  | ｜ | ｜ |                                                                            | Inagi                | Tokyo     |
|        | Wakabadai         | 若葉台             | 3.3        | 8.8      | 24.3        | ● | ●  | ｜ | ｜  | ｜ | ｜ |                                                                            | Asao-ku Kawasaki     | Kanagawa  |
|        | Keiō-Nagayama     | 京王永山           | 2.6        | 11.4     | 26.9        | ● | ●  | ●  | ●   | ●  | ●  | Linea Odakyū Tama (Odakyū-Nagayama)                                        | Tama                 | Tokyo     |
|        | Keiō-Tama-Center  | 京王多摩センター   | 2.3        | 13.7     | 29.2        | ● | ●  | ●  | ●   | ●  | ●  | Linea Odakyū Tama (Odakyū-Tama-Center) Monorotaia Tama Toshi (Tama-Center) | Tama                 | Tokyo     |
|        | Keiō-Horinouchi   | 京王堀之内         | 2.3        | 16.0     | 31.5        | ● | ●  | ｜ | ｜  | ｜ | ｜ |                                                                            | Hachiōji             | Tokyo     |
|        | Minami-Ōsawa      | 南大沢             | 2.2        | 18.2     | 33.7        | ● | ●  | ●  | ●   | ●  | ●  |                                                                            | Hachiōji             | Tokyo     |
|        | Tamasakai         | 多摩境             | 1.9        | 20.1     | 35.6        | ● | ●  | ｜ | ｜  | ｜ | ｜ |                                                                            | Machida              | Tokyo     |
|        | Hashimoto         | 橋本               | 2.5        | 22.6     | 38.1        | ● | ●  | ●  | ●   | ●  | ●  | Linea Yokohama Linea Sagami                                                | Midori-ku Sagamihara | Kanagawa  |